# Karel Vaněk
Karel Vaněk (Kostelec nad Černými lesy, 17 marzo 1887 – Praga, 18 luglio 1933) è stato uno scrittore e giornalista ceco.

## Biografia
Figlio di un carraio rurale, ricevette un'istruzione basilare. Dopo aver svolto diversi lavori umili e dopo aver vissuto la prigionia durante la prima guerra mondiale, divenne redattore del Rudé právo e del Večerní české slovo. Il suo stile diretto e a tratti esibizionista lo rese subito noto nell'ambiente letterario ceco.
La sua opera più forte è il diario di guerra Charašo, pan, da?, la prima opera apertamente pacifista in lingua ceca, scritta nel 1919 ma riscoperta dalla critica solo diversi anni più tardi, che la rivalutò al pari dei romanzi di guerra di Ludwig Renn e di Ernst Gläser.
È noto soprattutto per aver scritto la continuazione de Il buon soldato Sc'vèik di Jaroslav Hašek. A differenza di quest'ultimo, il protagonista di Vaněk risulta più coraggioso e ruvido, perseguita la guerra e combatte contro i ricchi. Inoltre, in contrasto con l'ingenuità dello Sc'vèik originale, il personaggio di Vaněk fa maggiore uso di volgarismi e linguaggio poco standard. La critica attribuisce a Vaněk la colpa di aver distorto lo stile delicato di Hašek e di aver contribuito a rendere fredda l'accoglienza di questo personaggio nella letteratura ceca.
Scrisse anche feuilleton e racconti brevi, tra cui si citano le storie ospedaliere del 1926 e quelle sul nonno Moravec.
Morì a 46 anni di tubercolosi, malattia che contrasse nel 1919 di ritorno dalla prigionia russa.